# Ледниковая штриховка
Ледниковая штриховка — системы тонких параллельных царапин, которые нанесены на твёрдые породы песком и гравием, включённым в нижнюю поверхность ледника.
В широком смысле под ледниковой штриховкой понимают все мелкие формы рельефа, выработанные в породах ложа действием ледниковой эрозии.
Так, с воздействием более мелких частиц связана ледниковая полировка, а самые крупные штрихи, связанные с воздействием валунов, называют ледниковыми бороздами. В мягких породах на острове Келлиз ледниковые борозды достигают 120 м длины, 11 м ширины и 3 м глубины. На твёрдых хрупких породах штриховка и бороздчатость сопровождаются серповидными шрамами (зарубками) и трещинами-полумесяцами, ориентированными по нормали к штрихам и бороздам.
Ледниковую штриховку, наряду с другими признаками, используют для того, чтобы определить направление движения льда древних оледенений.

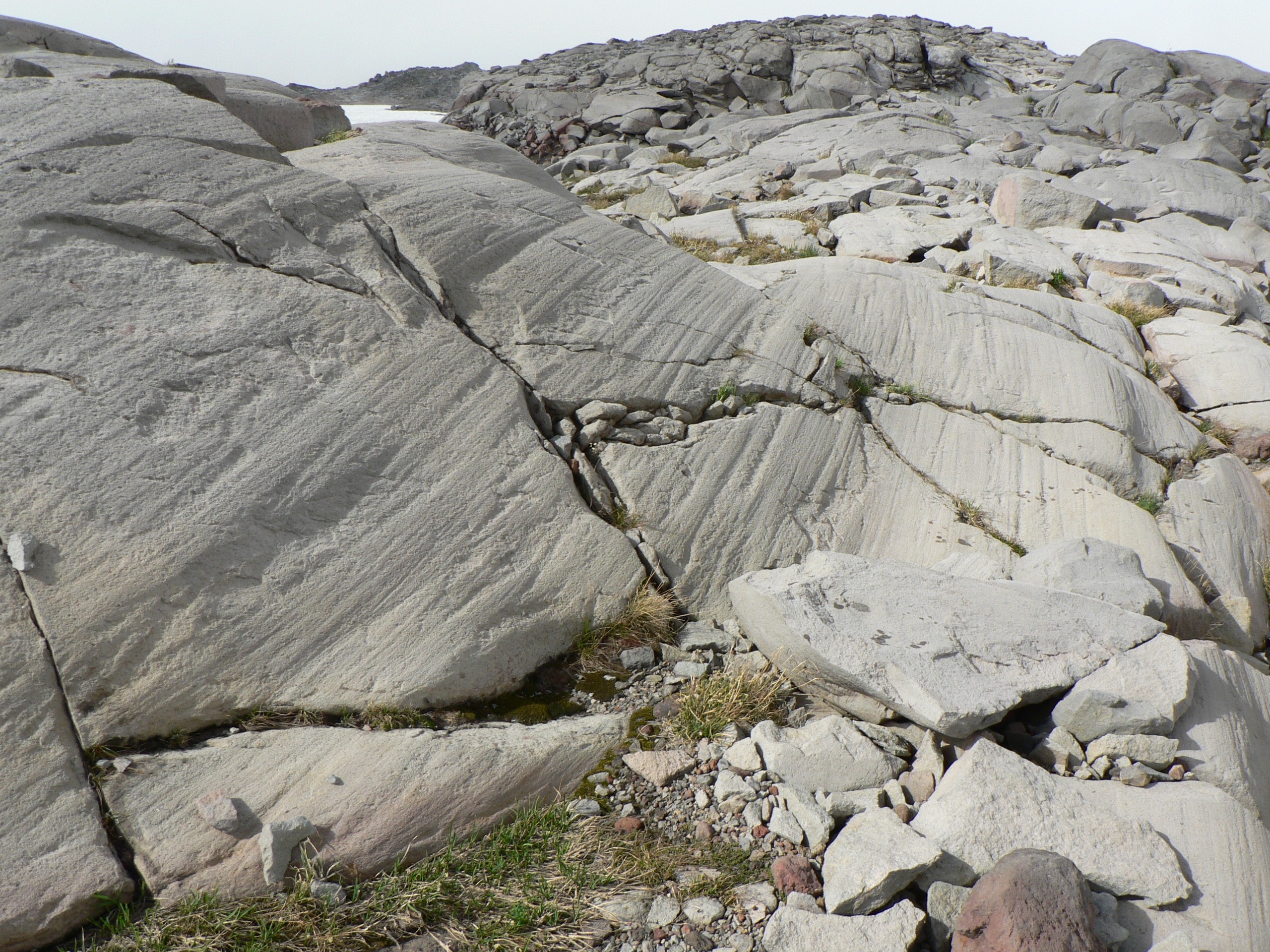
Ледниковая штриховка на бараньих лбах, гора Рейнир
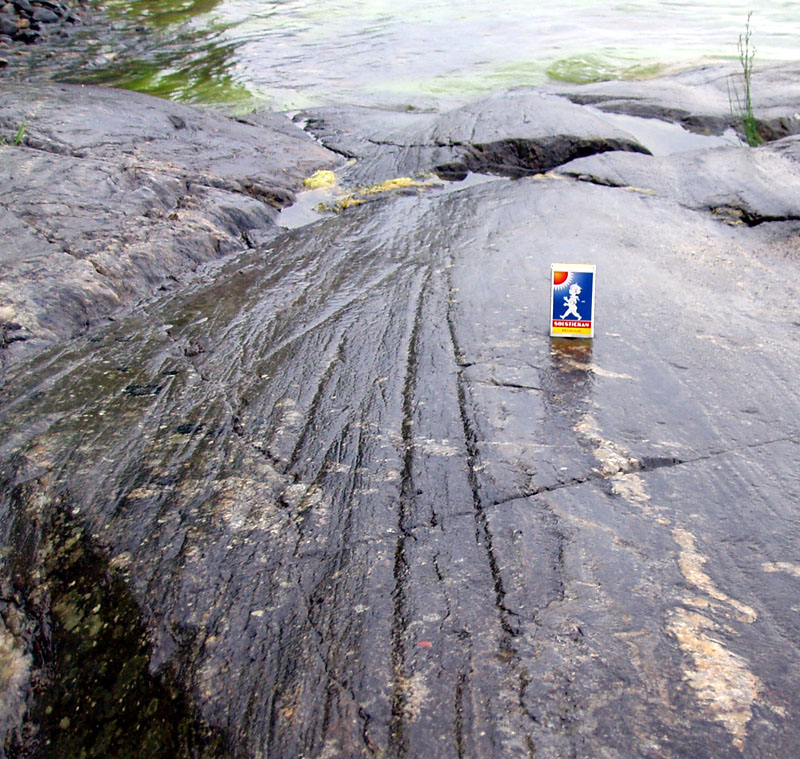
Ледниковая штриховка (слева) и полировка (справа). К штриховке не относится поперечная трещина (на переднем плане).
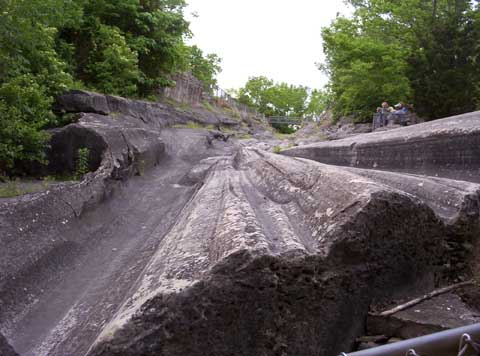
Ледниковые борозды в известняках на острове Келлиз, Огайо